# El Mas del Plata
El Mas del Plata – miejscowość w Hiszpanii, w Katalonii, w prowincji Tarragona, w comarce Alt Camp, w gminie Cabra del Camp.
Według danych INE z 2005 roku miejscowość zamieszkiwały 403 osoby.